# Берни (Тексас)
Берни (енгл. Boerne) град је у америчкој савезној држави Тексас. По попису становништва из 2010. у њему је живело 10.471 становника.

## Демографија
Према попису становништва из 2010. у граду је живело 10.471 становника, што је 4.293 (69,5%) становника више него 2000. године.
| Група             | 2000.         | 2010.         |
| Белци             | 4.906 (79,4%) | 7.807 (74,6%) |
| Афроамериканци    | 22 (0,4%)     | 61 (0,6%)     |
| Азијати           | 10 (0,2%)     | 85 (0,8%)     |
| Хиспаноамериканци | 1.201 (19,4%) | 2.381 (22,7%) |
| Укупно            | 6.178         | 10.471        |